# Will O'Neill
Will O'Neill, född 28 april 1988, är en amerikansk professionell ishockeyback som  spelar för Wilkes-Barre/Scranton Penguins i AHL. 
Han har tidigare spelat på NHL-nivå för Philadelphia Flyers och på lägre nivåer för Lehigh Valley Phantoms, Wilkes-Barre/Scranton Penguins och St. John's Icecaps i AHL, Maine Black Bears (University of Maine) i NCAA och Omaha Lancers i USHL.
O'Neill  draftades i sjunde rundan i 2006 års draft av Atlanta Thrashers som 210:e spelare totalt.

## Statistik
| 2006–2007   | Omaha Lancers                  | USHL        | 57  | 4  | 9   | 13  | 73  | 5  | 0 | 0  | 0  | 8  |
| 2007–2008   | Omaha Lancers                  | USHL        | 58  | 5  | 19  | 24  | 95  | 14 | 1 | 6  | 7  | 38 |
| 2008–2009   | Maine Black Bears              | NCAA        | 34  | 4  | 12  | 16  | 82  | —  | — | —  | —  | —  |
| 2009–2010   | Maine Black Bears              | NCAA        | 39  | 8  | 23  | 31  | 69  | —  | — | —  | —  | —  |
| 2010–2011   | Maine Black Bears              | NCAA        | 28  | 4  | 17  | 21  | 44  | —  | — | —  | —  | —  |
| 2011–2012   | Maine Black Bears              | NCAA        | 40  | 3  | 30  | 33  | 68  | —  | — | —  | —  | —  |
|             | St. John's Icecaps             | AHL         | 7   | 1  | 2   | 3   | 9   | —  | — | —  | —  | —  |
| 2012–2013   | St. John's Icecaps             | AHL         | 59  | 3  | 18  | 21  | 32  | —  | — | —  | —  | —  |
| 2013–2014   | St. John's Icecaps             | AHL         | 68  | 9  | 26  | 35  | 80  | 18 | 3 | 13 | 16 | 27 |
| 2014–2015   | St. John's Icecaps             | AHL         | 72  | 10 | 38  | 48  | 74  | —  | — | —  | —  | —  |
| 2015–2016   | Wilkes-Barre/Scranton Penguins | AHL         | 74  | 8  | 42  | 50  | 78  | 9  | 1 | 3  | 4  | 12 |
| 2016–2017   | Lehigh Valley Phantoms         | AHL         | 57  | 3  | 28  | 31  | 44  | —  | — | —  | —  | —  |
| 2017–2018   | Philadelphia Flyers            | NHL         | 1   | 0  | 0   | 0   | 0   | —  | — | —  | —  | —  |
|             | Lehigh Valley Phantoms         | AHL         | 59  | 6  | 13  | 19  | 14  | —  | — | —  | —  | —  |
| 2018–2019   | Wilkes-Barre/Scranton Penguins | AHL         | —   | —  | —   | —   | —   | —  | — | —  | —  | —  |
| NHL totalt  | NHL totalt                     | NHL totalt  | 1   | 0  | 0   | 0   | 0   | —  | — | —  | —  | —  |
| AHL totalt  | AHL totalt                     | AHL totalt  | 396 | 40 | 167 | 207 | 331 | 27 | 4 | 16 | 20 | 39 |
| NCAA totalt | NCAA totalt                    | NCAA totalt | 141 | 19 | 82  | 101 | 263 | —  | — | —  | —  | —  |
| USHL totalt | USHL totalt                    | USHL totalt | 115 | 9  | 28  | 37  | 168 | 19 | 1 | 6  | 7  | 46 |